# United States Army Infantry School
L'United States Army Infantry School (traducibile in lingua italiana come "Scuola di fanteria dell'esercito degli Stati Uniti") è una scuola militare fondata nel 1918 a Fort Benning, in Georgia, dedicata alla formazione dei fanti per il servizio nell'esercito degli Stati Uniti.

## Comandanti
- Maggior generale Charles S. Farnsworth (1920 - 1929)
- Maggior generale Stephen Odgen Fuqua (1929 - ...)
- Maggior generale Courtney Hodges (1941 - 1942)
- Maggior generale John W. Foss (... - 1985)
- Maggior generale Benjamin Freakley (2003 - 2005)
- Maggior generale Walter Wojdakowski (2005 - 2008)
- Maggior generale Michael Barbero (2008 - 2009)
- Maggior generale Michael Ferriter (2009 - 2009)
- Generale di brigata Bryan Owens (2009 - 2011)
- Generale di brigata Walter Piatt (2011 - 2012)
- Generale di brigata David B. Haight (2012 - 2013)
- Colonnello Robert E. Choppa (2013 - 2014)
- Generale di brigata James E. Rainey (2014 - 2015)
- Generale di brigata Peter Jones (2015 - 2017)
- Generale di brigata Christopher Donahue (2017 - 2018)
- Generale di brigata Townley R. Hedrick (2018 - 2018)
- Maggior generale  David M. Hodne (2018 - 2021)
- Generale di brigata Larry Q. Burris Jr. (2021 - 2023)
- Generale di brigata Monte L. Rone (2023 - in carica)